# فرودگاه دابو
فرودگاه دابو (به انگلیسی: Dabou Airport) یک فرودگاه است . این فرودگاه در کشور ساحل عاج قرار دارد .